# Шлихтер, Александр Григорьевич
Алексан́др Григо́рьевич Шли́хтер (партийные псевдонимы Апрелев, Евгенев, Никодим, Ананьин, Нестеров, 20 августа/1 сентября 1868, Лубны, Полтавская губерния — 2 декабря 1940, Киев, Украинская ССР, СССР) — советский государственный и партийный деятель, политолог, учёный-экономист, нарком продовольствия РСФСР (1917—1918).

## Биография

### Молодые годы
Родился в Полтавской губернии Российской империи в семье столяра, бывшего в то время вюртембергским подданным (дед его эмигрировал в Россию в 1818 году). Со стороны матери происходит из среды разорившихся среднепоместных польских помещиков Полтавской губернии, дворян. В 1882 году дед и отец Александра приняли русское подданство, а сам он принял русское подданство по достижении совершеннолетия, уже в бытность свою в университете.
Учился в классической гимназии. Сначала, до 7-го класса, в городе Лубнах, а в 7-м и 8-м учился в прилукской гимназии. Незадолго до выпуска отказался учиться, организовал забастовку учащихся и был исключен из гимназии. В 1888 году окончил среднее образование уже в качестве экстерна при лубенской гимназии.
В 1889—1891 годах учился сперва в Харьковском университете на физико-математическом факультете, откуда был исключен со второго курса, а затем в Бернском университете на медицинском факультете, которого также не окончил. С 1891 года вёл социал-демократическую работу на Украине. В 1892 году вошёл в качестве студента-медика в один из отрядов по борьбе с холерой и проработал в разных местах Полтавской губернии 3—4 месяца. Был арестован по делу о пропаганде среди гимназистов.
Жена — Евгения Самойловна Шлихтер.

### В революционном движении
Был приговорен к ссылке на пять лет в северо-восточные уезды Вологодской губернии (гор. Сольвычегодск). В ссылке заболел туберкулёзом лёгких, и департамент полиции разрешил ему выехать в Самарскую губернию для лечения кумысом на 3 месяца, каковой срок затем, вследствие тяжелого состояния здоровья, был продлен впредь до выздоровления. В Самаре в течение четырёх лет работал в земской статистике. Сотрудничал в социал-демократической газете «Самарский Вестник».
После окончания срока надзора в 1902 году переехал в Киев, где получил место в управлении юго-западных железных дорог, сначала в качестве секретаря железнодорожного органа «Вестник юго-западных дорог», а затем занял большое, по тому времени, место помощника начальника пассажирского отд. службы сборов в управлении юго-западных дорог. В Киеве сразу же вступил в члены киевского комитета РСДРП, где работал в качестве литератора по составлению революционных прокламаций и лектора пропагандистских кружков среди рабочих. В 1903 году в качестве члена киевского комитета участвовал в коллективе, руководившем знаменитой забастовкой на юге России. В 1904 году, с началом «весны» Святополк-Мирского, принимал открытое участие в легальных банкетных выступлениях в Киеве. В 1905 году, с началом эпохи забастовок конторских железнодорожных служащих, принимал участие в организации забастовочного комитета на юго-западных железных дорогах в качестве его председателя. Движение завершается всероссийскими съездами железнодорожных служащих и рабочих в Москве, из которых первый и второй съезды в апреле и июле избрали А. Шлихтера своим председателем.
В октябре 1905 года возглавлял многотысячные революционные митинги в Киеве. После объявления Манифеста 17 октября возглавлял массовые выступления, в ходе которых революционная толпа заняла и разгромила здание Киевской городской думы и завершившиеся столкновением с полицией и войсками и погромом.
Был объявлен в розыск, скрылся за границу, затем два года жил в Финляндии, выполняя поручения в качестве агента ЦК. Делегат V съезда РСДРП в Лондоне, на который он получил мандат от организации козловских железнодорожных мастерских Тамбовской губернии. На съезде был под псевдонимом Евгеньев, а на векселе о получении от англичанина денег, необходимых на выезд делегатов съезда в Россию, подписан Никодим.
В сентябре 1907 года был командирован большевистским ЦК в Москву на избирательную кампанию в 3-ю Государственную Думу. В 1907—1908 годах — член Московского комитета РСДРП. В феврале 1908 возвратился в Петербург.

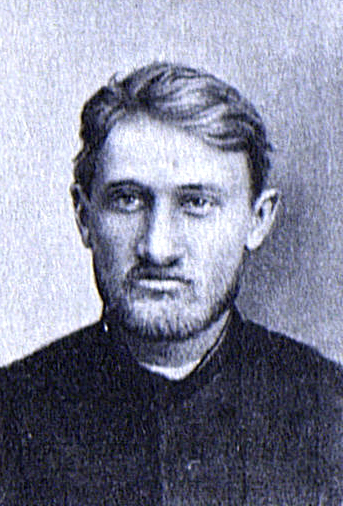
А. Г. Шлихтер в 1907 году

В июле 1908 был арестован в Ярославле. После установления личности был отправлен в Киев для предания суду по революционной деятельности в 1905 году. В Киеве пробыл в «Косом капонире» около 9 месяцев, был предан военно-окружному суду за призыв к вооруженному восстанию 18 октября 1905 г. (ст. 129 Угол. Улож.), за призыв к организации народной милиции и за оскорбление величества во время произнесения речей с балкона городской думы во время народного митинга 18 октября 1905 г. в Киеве (ст. 103 Угол. Улож.). По 103 ст. (каторга до 8 лет) был оправдан за недостаточностью улик, а по 129 получил максимум, предусмотренный этой статьей, а именно — ссылку на поселение в Сибирь с лишением всех прав состояния. В Сибири пробыл до Февральской революции 1917 года.

### После революции 1917
После Февральской революции 1917 — член Красноярского губкома партии и губисполкома. Прибыл в Петроград в конце мая 1917 года. Делегат VI съезда РСДРП(б). Во время Выступления 4 июля был на улицах Петрограда.
В октябрьские дни 1917 года — член Московского комитета партии и МВРК. Был избран в члены Учредительного собрания по Тамбовскому избирательному округу от большевиков (список № 7). В ноябре 1917 года — народный комиссар земледелия РСФСР, с декабря 1917 по февраль 1918 года — нарком продовольствия РСФСР. С марта 1918 года — чрезвычайный комиссар продовольствия Сибири, а затем Пермской, Вятской, Уфимской и Тульской губерний. В 1919 году — наркомпрод Украины.
Один из организаторов продотрядов и практики насильственных конфискаций хлеба у крестьянства.

### Председатель Тамбовского губисполкома
В 1920—1921 годах — председатель Тамбовского губисполкома. Неудачно боролся с тамбовскими повстанцами, за что был снят с должности.

### Дипломат
С 1921 года — на дипломатической работе, член коллегии НКИД СССР. Работал в Финляндии в качестве председателя смешанной комиссии. В 1922—1923 годах — дипломатический представитель и торгпред СССР в Австрии, в 1923—1927 годах — уполномоченный и член коллегии НКИД на Украине.

### На Украине
В 1927—1929 годах — наркомзем УССР, один из идеологов создания агроиндустриальных комбинатов. Председатель Укркомзета. Действительный член Комакадемии при ЦИК СССР с 1930 года, академик АН УССР с 1928 года, академик АН БССР с 1933 года, доктор экономических наук (1936). В 1931—1938 годах — вице-президент АН УССР, одновременно директор Украинского института марксизма-ленинизма (1930—1933) и президент Всеукраинской ассоциации марксистско-ленинских институтов (ВУАМЛИН).
Был одним из инициаторов и активных сторонников продвижения идей Т. Д. Лысенко.

### Карьера в ВКП(б) и КП(б)У
Делегат XIV-XVII съездов ВКП(б). С 1923 года — член ЦК КП(б)У, в 1926-1937 годах — кандидат в члены Политбюро ЦК КП(б)У. Делегат V Конгресса Коминтерна (1924). Член ВЦИК, ЦИК СССР. С 1923 года — член Президиума ЦИК УССР.
Владимир Вернадский, записав в дневнике, что 2 декабря 1940 года умер академик Украинской академии наук Александр Шлихтер, хотя и мало знал его (лично познакомился в 1939 году на ужине у Евгения Бурксера в Киеве, а потом видел уже совсем больным в подмосковном санатории Академии наук), дал ему положительную характеристику: «Он сыграл очень видную роль в истории Укр[аинской] акад[емии] наук, поддержал Богомольца. Это был старый идейный большевик, образованный».

## Память
В честь А. Г. Шлихтера была названа улица в Киеве (Днепровский район), в 2015 году переименована в Вифлеемскую.
Так же названа улица в г. Харькове (Киевский район, Большая Даниловка).
Так же названа улица в г. Тамбове и Ефремове.

## Сочинения
- Кустарные промыслы в Енисейской губернии. Красноярск, 1915.
- Экономическое положение крестьян и «инородцев» Туруханского края. Красноярск, 1916.
- К вопросу о ренте усадебных городских земель. M. -Пг., 1919.
- Ильич, каким я его знал. Л., 1926.
- На баррикадах пролетарской революции. Харьков, 1927.
- Проблеми соціялістичної реконструкції сільского господарства. Харків, 1930.
- Учитель и друг трудящихся. М., Госполитиздат, 1957
- Вибрані твори. Київ, 1959.
- Ильич, каким я его знал. М., Политиздат, 1970
- Аграрный вопрос и продовольственная политика в первые годы Советской власти. М., Наука, 1975
- Экономические проблемы фундамента строительства социализма. М., Наука, 1982
- Вопросы революции в России и некоторые проблемы теории общественной мысли. М., Наука, 1983